# Kirche von Buttle

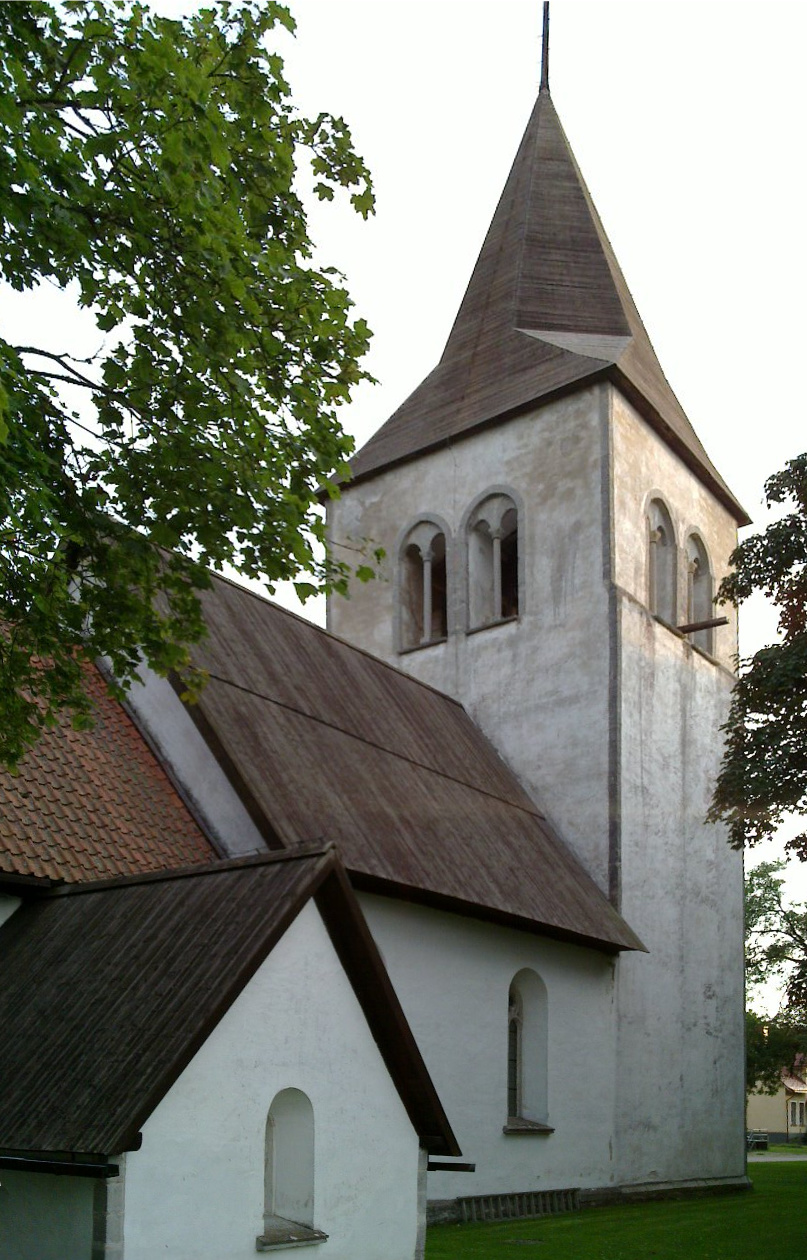
Kirche von Buttle

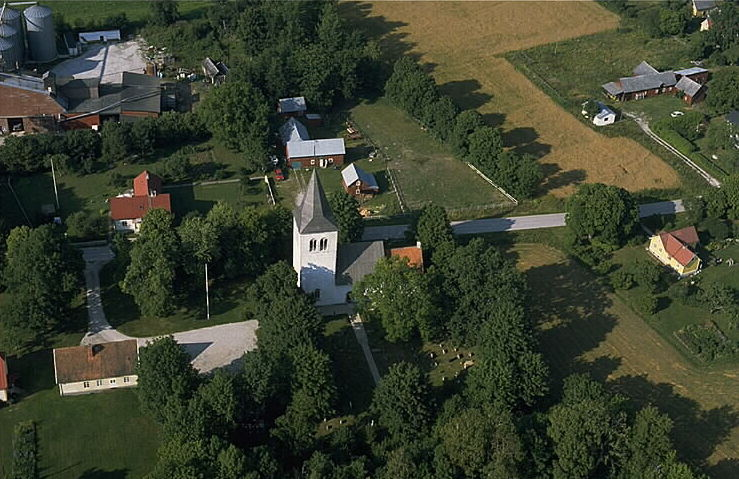
Kirche von Buttle

Die Kirche von Buttle ist eine im 12. Jahrhundert eingeweihte gotisch-romanische Landkirche auf der schwedischen Insel Gotland. Sie gehört seit Anfang 2006 zur Kirchengemeinde (schwedisch församling) Vänge im Bistum Visby, vorher gehörte sie zur Kirchengemeinde Buttle. Das Kirchspiel (schwedisch socken) Buttle gehört zu den waldreichsten Regionen auf Gotland.

## Lage
Die Kirche liegt im Landesinnern von Gotland, 30 km südöstlich von Visby und 21 km nördlich von Hemse, 12 km südlich von Roma, 20 km östlich von Klintehamn und 13 km nordwestlich von Ljugarn.

## Kirchengebäude
Die Kirche besteht aus einem länglichen, gerade abschließenden Chor im Osten, einer daran angebauten Sakristei im Norden, einem etwas größeren Langhaus und einem Kirchturm in der Breite des Langhauses im Westen. Er hat mit Säulen versehene Schallöffnungen und eine Turmspitze aus Holz. Die Kirche ist aus verputztem Kalkstein gebaut. Sie hat zwei Portale im Süden, zum Langhaus und zum Chor, und eines im Westen zum Turm. Alle Eingänge haben perspektivische Einfassungen aus gehauenem Kalkstein.

## Geschichte
Die ältesten Teile sind das Langhaus und der westliche Teil des Chores, die in der zweiten Hälfte des 12. Jahrhunderts gebaut wurden. Der Turm kam am Anfang des 13. Jahrhunderts dazu. Im 14. Jahrhundert wurde die ursprüngliche Apsis, deren Grundmauern unter dem Boden des Chors gefunden wurden, abgerissen und der Chor nach Osten verlängert und mit dem noch erhalten Ostfenster mit Maßwerk versehen. Gleichzeitig wurde die Sakristei hinzugefügt. Neue große Fenster wurden von 1882 bis 1883 eingefügt.

## Innenraum
Der Chor ist durch ein gemauertes Tonnengewölbe gedeckt, das beim Umbau des Chors nach Osten verlängert wurde. Das Langhaus hat ein Trapezdach  aus Holz.  Der Turmraum hat ein gemauertes Gewölbe. Der Altar der Kirche stammt aus dem 15. Jahrhundert. Das Triumphkreuz stammt aus dem 12. Jahrhundert. Beide sind gut erhalten und noch in ihrer ursprünglichen Polychromie. Die Reiche Bemalung der Einrichtung stammt aus dem 18. Jahrhundert. Die mittelalterlichen Kalkmalereien der Wände kommen zum großen Teil aus dem 15. Jahrhundert und sind wahrscheinlich vom Passionsmeister oder in seiner Werkstatt ausgeführt worden.

## Ausstattung
- Der Taufstein wurde im 13. Jahrhundert hergestellt und hat einen Schaft mit dem Kopf einen Ungeheuers und zwei Menschenköpfen.
- Der Altar ist aus dem 15. Jahrhundert und steht immer noch an seinem ursprünglichen Platz als Hochaltar.
- Das Triumphkreuz ist vom Ende des 12. Jahrhunderts und damit eine der ältesten Holzskulpturen auf Gotland.  Vermutlich ist es in einer einheimischen Werkstatt gefertigt worden, aber es ist von deutscher Holzschnitzerkunst beeinflusst.
- Die auf der Kanzel gemalten Figuren wurden 1780 von Johann Weller angebracht.  Der zugehörige Baldachin ist gemäß Inschrift auf 1662 datiert.
- Die Orgel wurde 1883 von Åkerman & Lund Orgelbyggeri aus Stockholm gebaut. Sie wurde 1968 von Andreas Thulesius aus Klintehamn umgebaut.

Kirche von Buttle
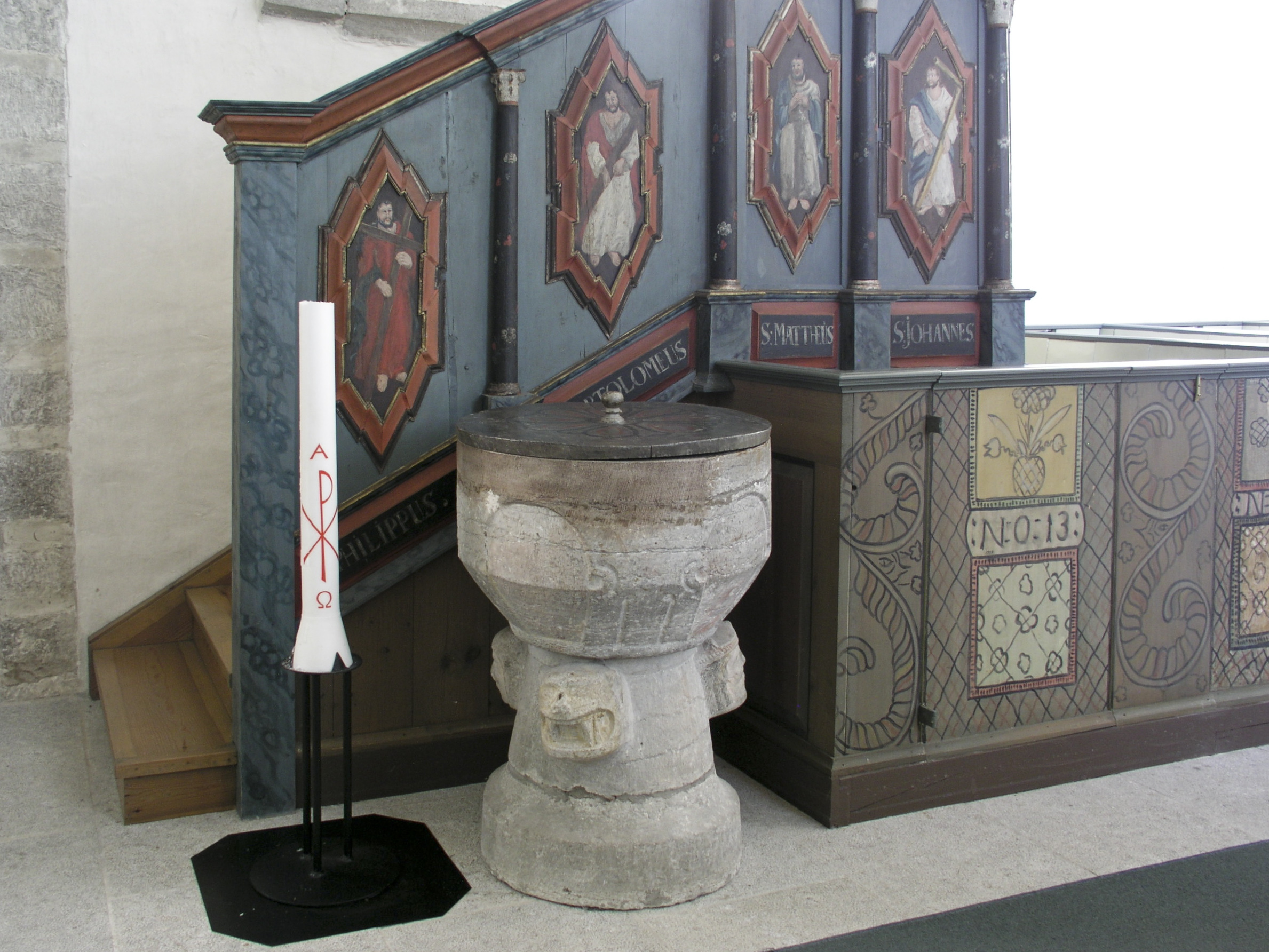
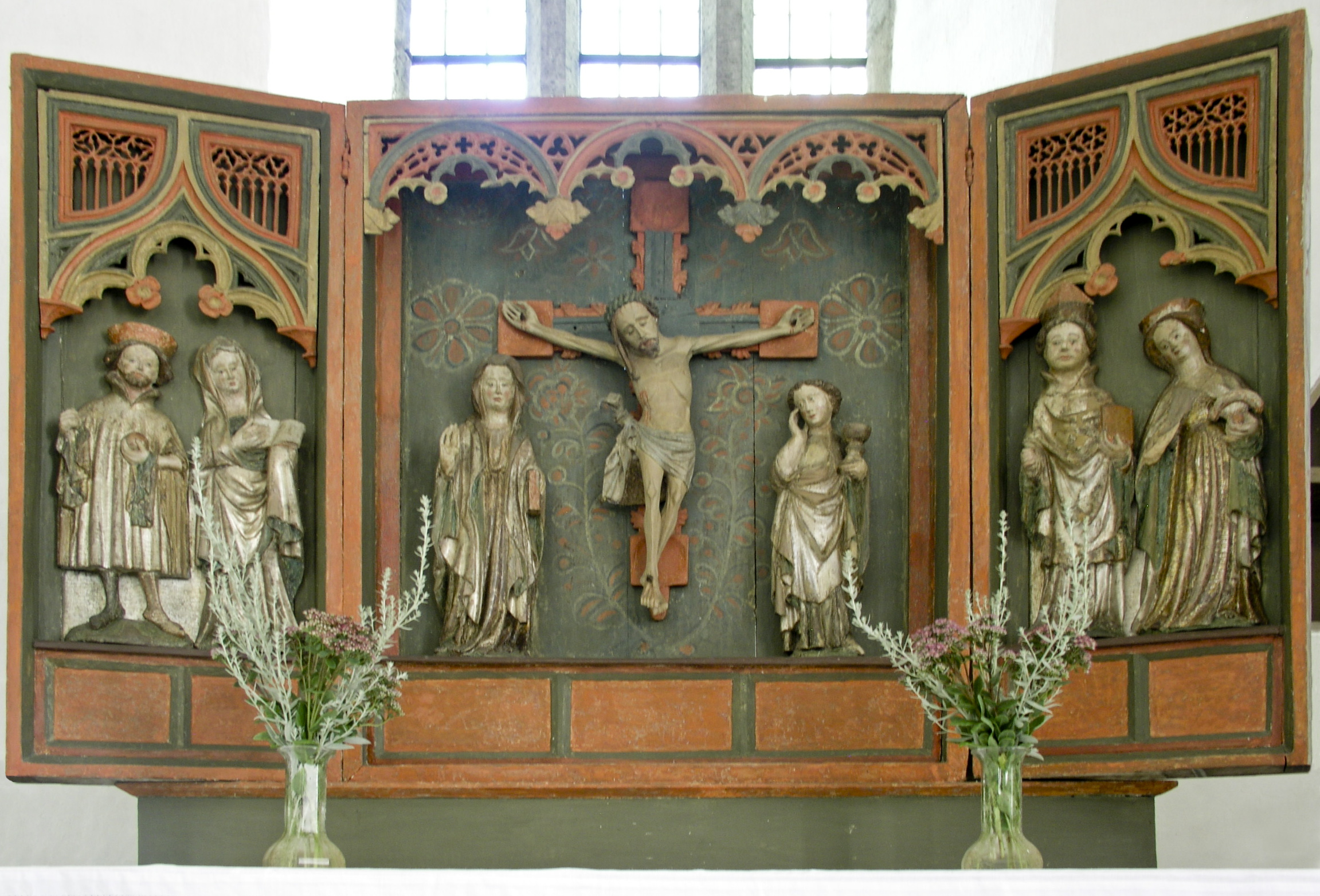
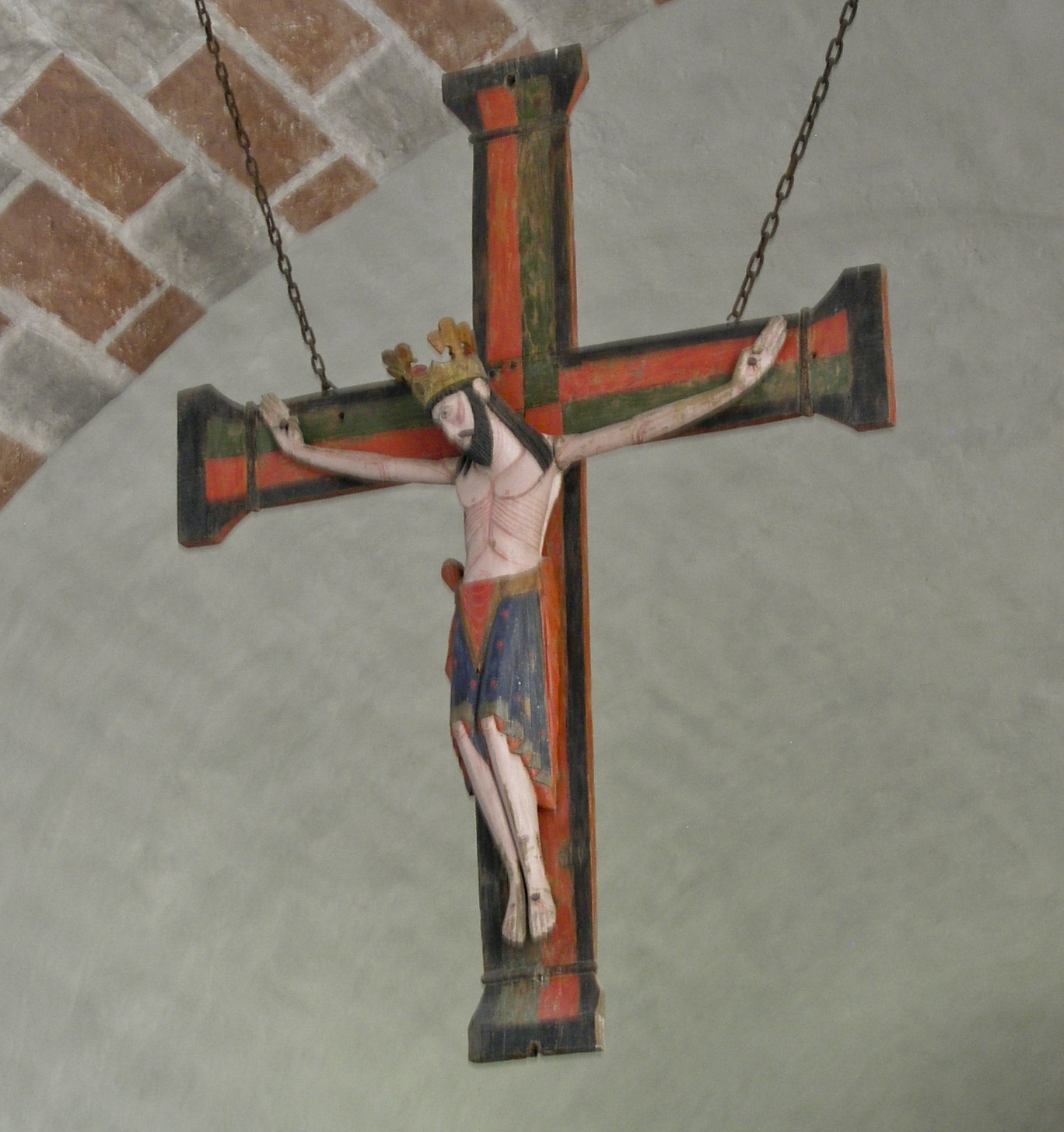
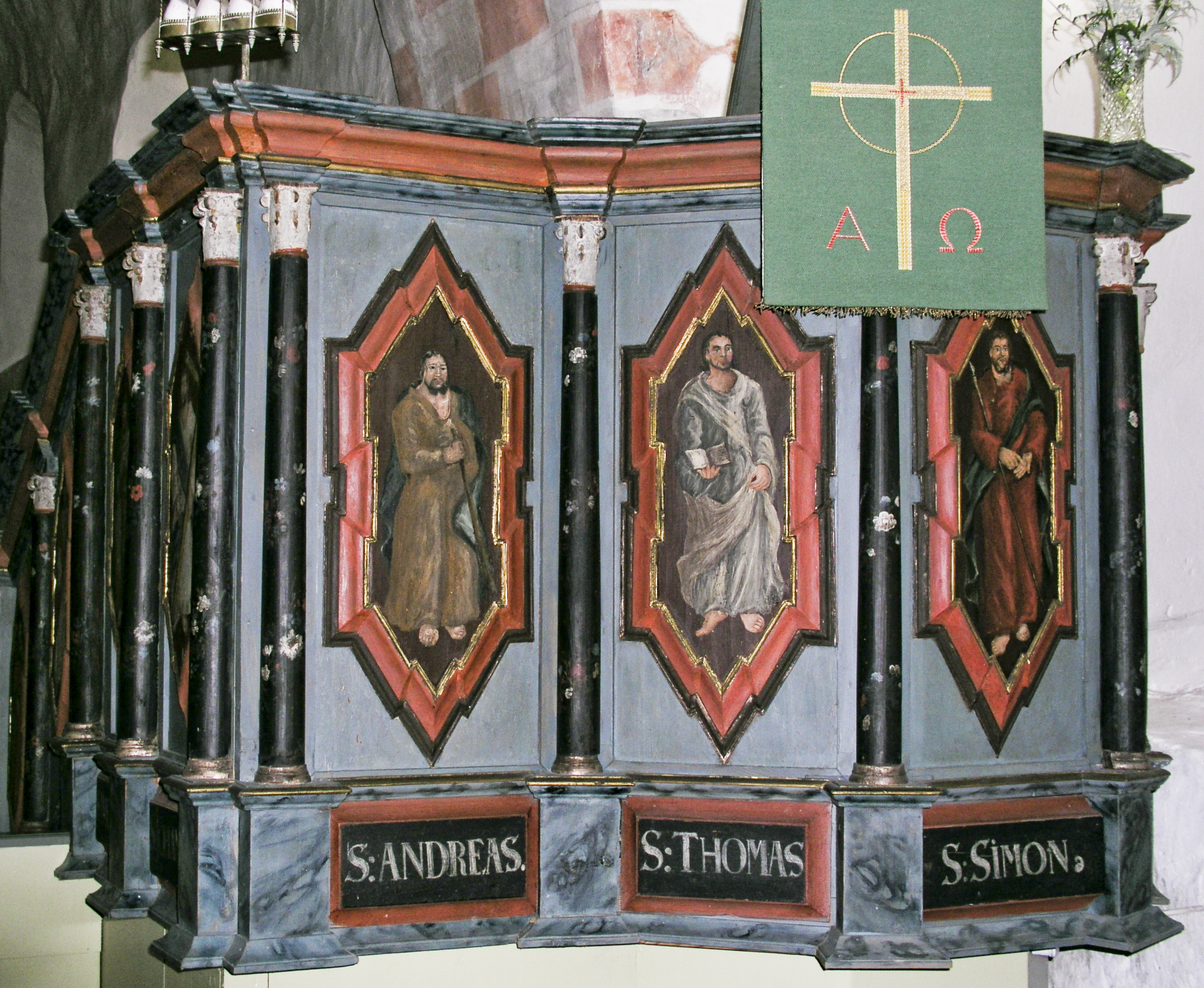
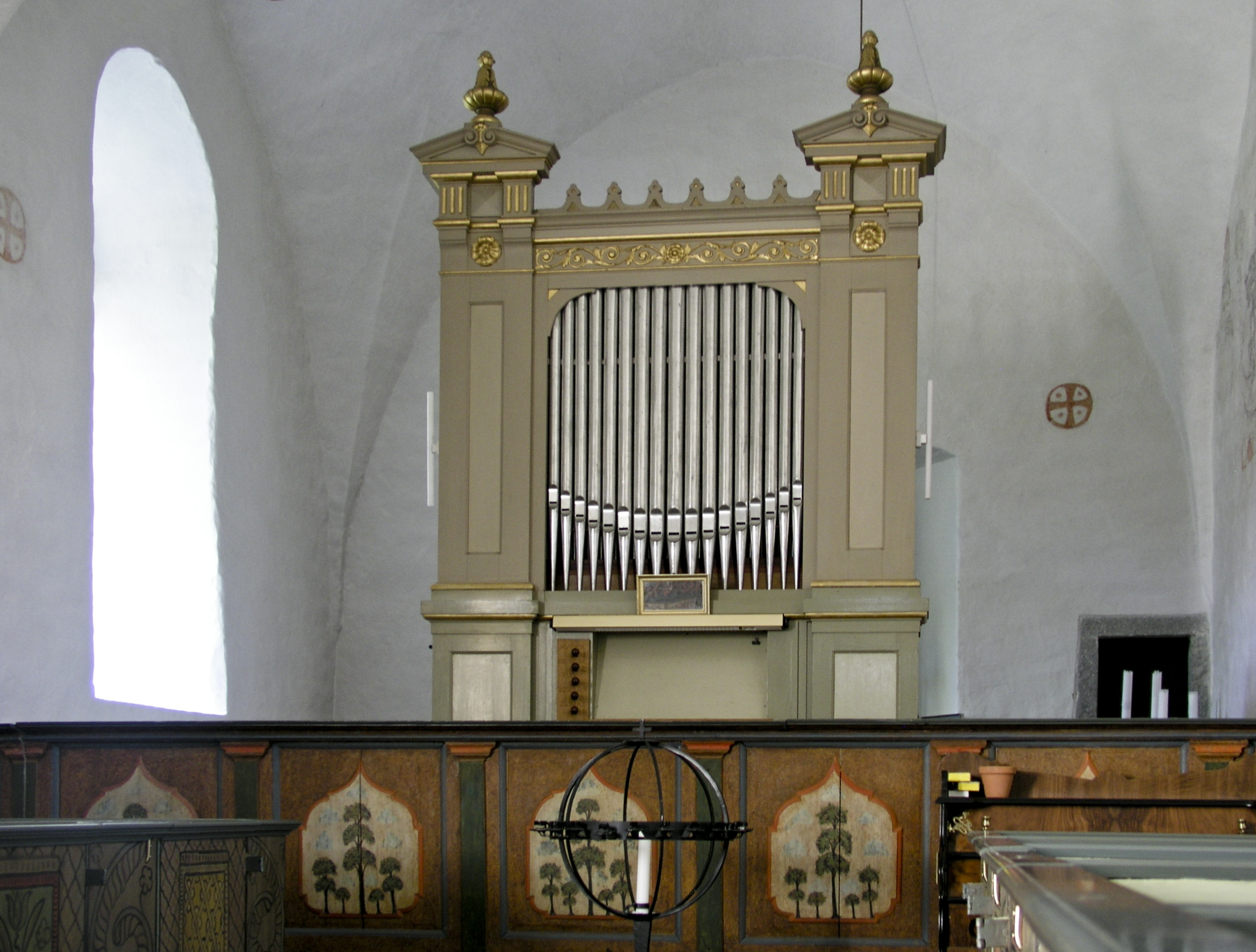